# Kormoran (Schiff, 1938)
Die Kormoran war ein zum Hilfskreuzer umgerüstetes ehemaliges deutsches Handelsschiff, das im Zweiten Weltkrieg im Handelskrieg gegen die Alliierten eingesetzt wurde. Die ursprüngliche Steiermark wurde von der Kriegsmarine als Schiff 41 für den Kriegseinsatz vereinnahmt und erhielt die offizielle Bezeichnung Handelsstörkreuzer 8 (HSK 8). Bei der britischen Royal Navy wurde die Kormoran, über die kaum etwas bekannt war, als Raider G bezeichnet. Die Kormoran war der größte deutsche Hilfskreuzer im Zweiten Weltkrieg.

## Geschichte
Gebaut wurde das Schiff 1938/1939 unter der Bau-Nr. 578 bei der Germaniawerft in Kiel. Vor dem Krieg fuhr das 8.736 BRT große Dieselelektroschiff unter der Flagge der Hamburg-Amerika-Linie HAPAG unter dem Namen Steiermark auf der Route nach Ostasien. Es wurde Anfang 1940 bei der Deutsche Werft AG in Hamburg-Finkenwerder zum Hilfskreuzer umgebaut und am 9. Oktober 1940 als Handelsstörkreuzer in Dienst gestellt. Das Kommando übernahm Korvettenkapitän (später Fregattenkapitän) Theodor Detmers aus Witten an der Ruhr, mit an Bord befand sich auch Unterleutnant (später Leutnant) Johannes Diebitsch als Prisenoffizier; er wurde späterhin letzter Kapitän des Seglers Pamir.

### Einsatz

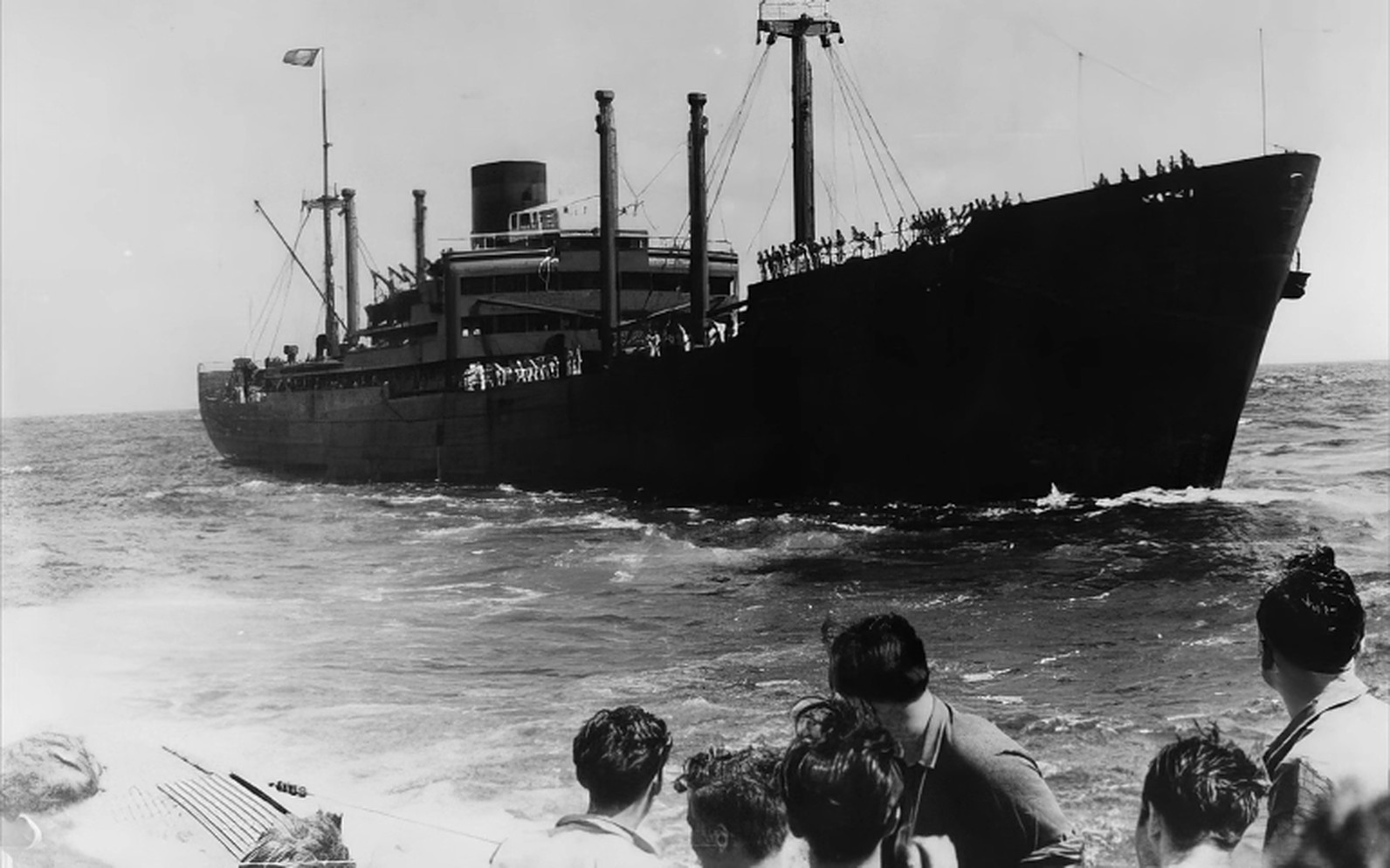
Die Kormoran auf See, von einem deutschen U-Boot aus aufgenommen

Die Kormoran lief am 3. Dezember 1940 von Gotenhafen, getarnt als deutscher Sperrbrecher Schiff 41, zu ihrer Feindfahrt aus. Durch die Dänemarkstraße gelang am 12. Dezember bei schlechtem Wetter, vom Feind unbemerkt, der Durchbruch in den Atlantik.
Nach der Versenkung des griechischen Frachters Antonis am 6. Januar 1941 wurden noch zehn weitere Schiffe, mit insgesamt 68.274 BRT, aufgebracht, darunter der am 22. März 1941 versenkte Gastanker Agnita. Eines der Schiffe wurde als Prise genommen, die anderen wurden versenkt. Vom 7. bis 9. Februar traf der Hilfskreuzer mit dem Trossschiff Nordmark zusammen, von dem 1338 t Treibstoff und andere Versorgungsgüter übernommen wurden und das 170 der Gefangenen von der Kormoran übernahm. Während ihres Einsatzes versorgte die Kormoran außerdem wiederholt deutsche U-Boote.
Vom 16. bis zum 24. Oktober traf die Kormoran im Indischen Ozean westlich von Australien beim Versorgungspunkt „Marius“ mit dem aus Japan entsandten Versorgungsschiff Kulmerland zusammen, das Treibstoff, Schmiermittel, Proviant für 6 Monate sowie Weißmetall-Lager lieferte. Die Lager wurden für die Einsatzfähigkeit der Motoren des Hilfskreuzers dringend benötigt.

### Kreuzergefecht und Untergang
Am 19. November 1941 kam es vor der Westküste Australiens zum Gefecht mit dem australischen Leichten Kreuzer HMAS Sydney.

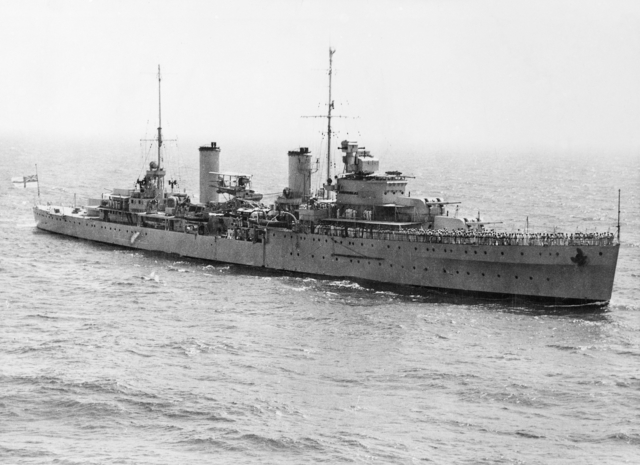
HMAS Sydney

Die Kormoran versuchte, der ihr an Kampfkraft weit überlegenen Sydney mit Höchstgeschwindigkeit auszuweichen, wurde aber von dem schnelleren Schiff eingeholt. Auf die Anfragen nach Identität und Fahrtziel des vermeintlichen Frachtschiffes antworteten die Deutschen langsam und umständlich, um die Entfernung zu dem sich schnell nähernden Kreuzer möglichst klein werden zu lassen, sollte die Tarnung durchschaut und ein Gefecht unvermeidlich werden. Als Schiffsname wurde der des holländischen Frachters Straat Malakka und als Zielhafen Jakarta angegeben. Die Anforderung des geheimen Erkennungscodes konnte Kapitän Detmers nicht beantworten und befahl deshalb um etwa 17.30 Uhr, das Feuer zu eröffnen. Die Sydney war zu diesem Zeitpunkt auf weniger als 1.000 Meter herangekommen.
Innerhalb von fünf Minuten wurden auf der Sydney etwa 50 Treffer mit den 15-cm-Geschützen und zahlreiche weitere mit den 2-cm-Flak und 3,7-cm-Pak erzielt. Die Brücke des Kreuzers und der Feuerleitstand wurden schon mit den ersten Treffern zerstört, und die Granaten der Hauptgeschütze durchschlugen die Panzerung und explodierten im Schiffsinneren. Das Bordflugzeug wurde getroffen, und sein auslaufendes Benzin führte zu einem großen Feuer mittschiffs. Bereits nach der ersten Antwortsalve des Kreuzers fielen auch die vorderen beiden 6-Zoll-Geschütztürme der Sydney aus und nach drei Salven, die allerdings nicht trafen, auch Turm Y, der hinterste Geschützturm. Zusätzlich traf mindestens einer von zwei Torpedos der Kormoran den Kreuzer am Bug.

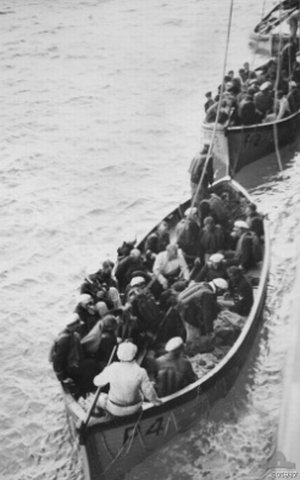
Seeleute der Kormoran werden vom britischen Handelsschiff Centaur übernommen

Der letzte noch einsatzbereite Geschützturm X der Sydney traf unter anderem den Schornstein und den Maschinenraum der Kormoran, was dort verheerende Brände auslöste, zumal auch die Feuerlöschanlage irreparabel zerstört worden war; das gesamte Maschinenpersonal kam in den Flammen um. In weiterer Folge drehte der australische Kreuzer auf die Kormoran zu und ging auf Gegenkurs, um seine Steuerbordtorpedos einzusetzen. Die vier Torpedos liefen jedoch knapp hinter dem Heck des Hilfskreuzers vorbei. Zur gleichen Zeit brachen die Maschinen der Kormoran zusammen, und das Schiff wurde manövrierunfähig. Die achteren Geschütze schossen noch bis 18:30 Uhr auf die sich nach Süden zurückziehende Sydney und erzielten mehrere Treffer, dann befahl der Kommandant der Kormoran die Einstellung des Feuers.
Dies ist der einzige bekannte Erfolg eines Hilfskreuzers gegen ein reguläres Kriegsschiff im direkten Gefecht. Da das unkontrollierbare Feuer im Maschinenraum auf die Munitionsmagazine und Minenlager überzugreifen drohte, befahl Detmers das Verlassen des Schiffes. Zwei der Rettungsboote der Kormoran mit 57 bzw. 46 Mann erreichten unabhängig voneinander und ohne fremde Hilfe die australische Küste nördlich von Carnarvon. Die übrigen überlebenden deutschen Seeleute wurden durch fünf Schiffe (Aquitania, Centaur, Koolinda, Trocas und Yandra) gerettet und kamen ebenfalls in australische Kriegsgefangenschaft, aus der fast alle erst 1947 entlassen wurden. Lediglich der Bordarzt kam im Rahmen eines Gefangenenaustausches bereits 1943 nach Deutschland zurück. Von der Besatzung überlebten 316 der 397 Mann sowie drei Chinesen, die als Wäscherei-Hilfsarbeiter an Bord waren.
Die Überlebenden der Kormoran konnten die stark brennende Sydney noch bis 22 Uhr abends im Süden sehen und noch weitere zwei Stunden lang ab und zu einen Lichtschein über dem Horizont beobachten. Danach wurde sie nicht mehr gesehen. Keiner der 645 australischen Seeleute des Kreuzers überlebte den unbeobachteten Untergang. Es wurde nur eine Leiche gefunden, die erst 80 Jahre später anhand von DNA-Vergleichen als der damals 21-jährige Thomas Welsby Clark aus Brisbane identifiziert werden konnte.

### Gekaperte und versenkte Schiffe
Die Angaben über Gefangene und Todesopfer divergieren leicht in verschiedenen Quellen.
|    | Name                   | Typ              | Land                   | Datum              | Tonnage in BRT | Verbleib                                                                                             | Position             |
| 1  | Antonis                | Frachter         | Griechenland           | 6. Januar 1941     | 3.729          | versenkt, keine Verluste, 29 Gefangene                                                               | 18° 17′ N, 28° 32′ W |
| 2  | British Union          | Tanker           | Vereinigtes Königreich | 18. Januar 1941    | 6.987          | versenkt, 11 Tote, 28 Gefangene, 6 Mann mit Boot entkommen                                           | 26° 29′ N, 31° 7′ W  |
| 3  | Afric Star             | Frachter         | Vereinigtes Königreich | 29. Januar 1941    | 11.900         | versenkt, keine Verluste, 76 Gefangene                                                               | 8° 44′ N, 24° 38′ W  |
| 4  | Eurylochus             | Frachter         | Vereinigtes Königreich | 29. Januar 1941    | 5.723          | versenkt, 2 Tote, 43 Gefangene, 28 Mann mit Booten entkommen                                         | 8° 15′ N, 24° 4′ W   |
| 5  | Agnita                 | Tanker           | Niederlande            | 22. März 1941      | 3.552          | versenkt, keine Verluste, 38 Gefangene                                                               | 3° 20′ S, 23° 40′ W  |
| 6  | Canadolite             | Tanker           | Vereinigtes Königreich | 25. März 1941      | 11.309         | als Prise heimgeschickt (später als Sudetenland im Einsatz), keine Verluste, 48 Gefangene            | 2° 30′ N, 23° 48′ W  |
| 7  | Craftsman              | Frachter         | Vereinigtes Königreich | 9. April 1941      | 8.022          | versenkt, 5 Tote, 46 Gefangene                                                                       | 0° 32′ N, 23° 37′ W  |
| 8  | Nicolaos D.L.          | Frachter         | Griechenland           | 12. April 1941     | 5.486          | versenkt, keine Verluste, 38 Gefangene                                                               | 1° 54′ S, 22° 12′ W  |
| 9  | Velebit                | Frachter         | Jugoslawien            | 26. Juni 1941      | 4.153          | in Brand geschossen, 16 (?) Tote, 9 Gefangene, 9 (?) Mann mit dem Wrack auf den Andamanen gestrandet | 8° 22′ N, 87° 52′ O  |
| 10 | Mareeba                | Frachter         | Australien             | 26. Juni 1941      | 3.472          | versenkt, keine Verluste, 48 Gefangene                                                               | 8° 15′ N, 88° 6′ O   |
| 11 | Stamatios G. Embiricos | Frachter         | Griechenland           | 26. September 1941 | 3.941          | versenkt, keine Verluste, 30 Gefangene                                                               | 0° 1′ S, 64° 30′ O   |
| 12 | HMAS Sydney            | leichter Kreuzer | Australien             | 19. November 1941  | 6.830          | versenkt, 645 Tote, keine Überlebenden                                                               | 26° 0′ S, 111° 0′ O  |

## Entdeckung des Wracks
Das Wrack der Kormoran wurde am 12. März 2008 von einem Suchteam der The Finding Sydney Foundation in 2.560 Metern Tiefe entdeckt (26° 5′ 49,4″ S, 111° 4′ 27,5″ O). Ebenso wurde dabei der Ort des Gefechts zwischen der Kormoran und der Sydney identifiziert, er befindet sich etwa vier Seemeilen südlich vom Fundort des Wracks der Kormoran und rund 241 Kilometer vor Shark Bay an der Westküste Australiens im Indischen Ozean.
Am 16. März 2008 erfolgte die formelle Verlautbarung der Entdeckung durch den australischen Premierminister Kevin Rudd. Einen Tag später, am 17. März 2008, verkündete Rudd, dass auch das Wrack der Sydney am 16. März 2008 in einer Tiefe von 2.470 Metern etwa 22 Kilometer von der Kormoran entfernt entdeckt wurde (26° 14′ 37″ S, 111° 13′ 3″ O). Die Entfernung zum Ort des Gefechts beträgt etwa acht Seemeilen (ca. 15 Kilometer).
Beide Wracks wurden als nationale Denkmale am 14. März 2011 in die Australian National Heritage List eingetragen.

## Kontroverse um die Versenkung der Sydney
Der Umstand, dass die noch kurz zuvor wegen ihrer Erfolge gefeierte HMAS Sydney ausgerechnet einem alles andere als ebenbürtigen Gegner zum Opfer gefallen war, befeuerte schon seit Dezember 1941 verschiedene Spekulationen, dass es dabei nicht mit rechten Dingen zugegangen sei, zumal nur einseitige Darstellungen des Hergangs (nämlich von deutschen Überlebenden) verfügbar waren, die man begreiflicherweise anzweifelte (obwohl sie –  trotz vorheriger Trennung der Gefangenen – weitgehend einheitlich ausgefallen waren). Die Frage eines Kriegsverbrechens stand im Raum. Unter anderem wurde unterstellt:
- Die Kormoran habe sich völkerrechtswidrig verhalten, zum Beispiel unter falscher Flagge das Feuer eröffnet;
- bei dem Gefecht sei noch eine dritte Partei im Spiel gewesen, namentlich ein japanisches U-Boot (kurz vor dem Kriegseintritt Japans);
- die wehrlose Besatzung der Sydney sei mit Maschinengewehren von den Deutschen ermordet worden, die sich anschließend verschworen hätten, um ihr Verbrechen zu verheimlichen;
- die britischen und australischen Behörden hätten die wahren Umstände des Verlusts gekannt, sie aber vor der Bevölkerung bewusst unter Verschluss gehalten

In der Folgezeit entbrannte eine teils erbittert geführte Kontroverse zwischen Gegnern und Befürwortern der genannten und ähnlicher Thesen. Nachdem die Historikerin Barbara Winter 1994 ein Werk vorgelegt hatte, worin sie die Argumente derer, die ein Kriegsverbrechen unterstellten, als spekulativ zurückwies, berief die australische Regierung 1999 eine Untersuchungskommission ein, die Licht in die Angelegenheit bringen sollte. Im Abschlussbericht sind sämtliche Positionen ausführlich dargelegt; da indes keine der beiden Seiten klare Belege vorlegen konnte, blieb das Ergebnis uneindeutig, mit einem in dubio pro reo (zugunsten der Deutschen).
Nach der Entdeckung der Wracks setzte die australische Regierung umgehend eine neue Untersuchungskommission ein und unterstellte sie der Leitung des angesehenen Juristen Terence R. H. Cole (geb. 1937). Die sehr gründlich vorgehende Kommission konnte sich nunmehr auf die Befunde der intensiven filmischen Untersuchung der Wracks stützen und befragte zahlreiche Zeitzeugen systematisch, unter anderem (erstmals) alle 20 noch lebenden ehemaligen Besatzungsangehörigen der Kormoran, und ließ sie unter Eid oder eidesstattlich aussagen.
Der mehrere hundert Seiten starke Untersuchungsbericht erschien 2009. Hierin werden sämtliche oben genannten Unterstellungen als haltlos verworfen; vielmehr konnten die (schon während des Krieges getätigten) Aussagen der Besatzungsmitglieder weitestgehend bestätigt werden. Hinsichtlich der Kormoran bescheinigte die Kommission, dass keinerlei Anhalt für ein völkerrechtswidriges Verhalten des Kapitäns oder der Besatzung vorliegt.
Eine weitere, u. a. von der australischen Regierung, aber auch dem deutschen Honorarkonsul unterstützte Expedition zum Wrack der Sydney (II) im Jahr 2015 im Auftrag der australischen Regierung lieferte weitere Belege für die Richtigkeit des Abschlussberichts.